# Pilaria albopostica
Pilaria albopostica är en tvåvingeart som beskrevs av Alexander 1974. Pilaria albopostica ingår i släktet Pilaria och familjen småharkrankar.
Artens utbredningsområde är Nigeria. Inga underarter finns listade i Catalogue of Life.